# Серска држава
Серска држава, или Серска област, је термин којим се означава источни део Српског царства, са центром у граду Серу, који је, након смрти цара Душана, био дефакто независтан од царске власти. Серском државом је након мужевљеве смрти владала царица Јелена. Њу је наследио деспот Угљеша Мрњавчевић. Маричком битком окончано је постојање Серске државе. Сам град Сер заузима солунски деспот Манојло.

## Освајање Сера
Повлачење великог доместика Јована Кантакузина у Дидимотику и проглашење за цара (октобар 1341) означило је избијање новог грађанског рата у Византијском царству. Кантакузин је 1342. године безуспешно покушавао да ступи у контакт са Душаном кога је познавао још од 1336. године када је присуствовао још једном састанку српског краља и цара Андроника. Са Душаном је ступио у контакт преко Јована Оливера и његовог брата Богдана. Састанак је одржан у Приштини јула 1342. године. Преговори су окончани склапањем савеза против Ане Савојске и Алексија Апокавка. Договорено је да свако задржи оно што освоји. Српски одреди учествују у нападу на Сер 1342. године. Предводио их је Јован Оливер и војвода Вратко. Јован га напада и следеће године. Међутим, не успева да га освоји. Раскид је означен Кантакузиновим заузимањем Верије за коју је и Душан био заинтересован. Душан склапа савез са легитимном цариградском владом тј. са Алексијем Апокавком и Аном Савојском. Душан почетком 1345. године опседа Сер. Септембра исте године град је пао у српске руке. Исту судбину доживели су сви византијски градови источно од Христопоља. Халкидики са Светом гором такође су освојени. Крајем 1345. године Душан се у Серу прогласио за цара. Уследило је и крунисање, на Ускрс 16. априла 1346. године.

## Владавина царице Јелене
Серска област представљала је најисточнију територију Српског царства. Стефан Душан је умро 1355. године. Наследио га је син Урош док се удовица, Јелена, усталила у Серској области. Први који се бавио владавином царице Јелене у Серској области био је Стојан Новаковић. Он је претпостављао да се Јелена у тренутку мужевљеве смрти налазила у Серу и да је ту, уз пристанак свог сина Уроша, остала као врховна господарица. Међутим, то није тачно јер су се врховна права Уроша признавала у Серској области до 1360. године. Урошева врховна права дуго су поштована те се не може рећи да је Серска област била независна од Српског царства. Међутим, Урош није имао формалну власт у Серу те се временом престало и са помињањем његовог имена (око 1360).
Десна рука Душанове удовице био је кесар Војихна. Жупан Војихна се помиње 1323. године на двору краља Владислава II. Могуће је да је реч о будућем кесару који је могао бити син Урошица тј. унук Драгутина Немањића. Са титулом кесара појављује се у Душановим повељама Котору. Надживео је цара Душана и постао је десна рука царице Јелене. Јован Кантакузин пише о тајним преговорима Војихне и Матије Кантакузина (Јовановог сина) о заједничкој акцији против српске царице. Међутим, када је Матија са Орхановим војницима поражен од стране војске коју је Урош послао својој мајци, Војихна мења страну. Једно време је држао Матију Кантакузина у заробљеништву, а потом га је продао Јовану V Палеологу. Ту се види да је он био више од господара Драме. Заузимао је положај који је био виши од положаја архонта Сера, далеко значајнијег града. Међутим, деловао је уз дозволу царице Јелене. Угљеша га је наследио на том месту и потврђивао његова акта. Вероватније је да је Војихна помогао Угљешино уздизање него да је било обрнуто. Помиње се у запису Рајчина Судића у коме наилазимо на обраћање мајци Божјој Косеници којој је посвећен чувени манастир код Драме. Умро је између 1358. године и 1371. године када је Угљеша посетио његов гроб у Хиландару.
Угљешин успон почиње женидбом са Јефимијом, ћерком кесара Војихне (не зна се година) те се стиче утисак да је његов долазак на власт у Серској области изненадан (1365). Он се не помиње ни међу дворанима царице Јелене. Јеленина владавина над Серском облашћу последњи пут је посведочена у судском акту Серске митрополије августа 1365. године. Јелена се у Серској области задржала најкасније до лета 1367. године када се помиње у писму византијског научника Димитрија Кидона. Августа исте године помиње се у дубровачким документима. Највероватније се тада налазила у Зети.

## Деспот Угљеша
Немањићи у Серској области нису мењали византијски начин управе кога је прихватила и царица Јелена. Ништа није мењао ни Јован Угљеша. Деспот је обезбедио подршку светогорских манастира. Свестране су и свакодневне везе са Византијским царством које је тада обухватало четири географски одвојена дела: област браће Палеолог (Христопољ, Христопољ, Анактиропољ и острво Тасос), Цариград са околином, Солун са околином и Мореју. Турци су се учврстили на територијама које су одвајале северна три дела. Заједничка опасност зближила је Угљешу и Јована V Палеолога. Угљеша није имао тако утврђене градове као што је био Солун. Зато је био спреман на преговоре око решавања црквеног раскола насталог 1350. године. Патријарх Калист који је (1350-1353) изопштио тадашњег српског цара и патријарха, дошао је у Сер да преговара са Јеленом (1363). Он се изненада разболео и умро, али су преговори настављени и завршени повељом о измирењу из 1368. године. Угљеша, дакле, није водио рачуна о правима пећког патријарха.
Серска област деспота Угљеше је шездесетих година 14. века била најјача српска област. На истоку је обухватала територије веће од територија Душановог царства. У оквиру Серске области налазио се и Халкидики са Светом Гором. Северну границу чинила је линија Струмица-Мелник, а западна граница прелазила је реку Вардар. Стварне границе са Вукашином заправо није ни било.
О Маричкој бици се писало много, али се о самом сукобу зна веома мало. Из најранијих извора не може се закључити много више од датума, места и резултата битке. Битка је завршена пропашћу српске војске и погибијом Вукашина и Угљеше. То је била највећа победа Турака пре 1453. године. Њен резултат је слом Серске државе. Солунски деспот Манојло (будући цар) заузео је Сер. Несумњиво је покорио и остале градове у самом средишту Угљешине државе укључујући и острво Тасос и градове у Пиеријском приморју. Под контролом Византинаца поново се нашло подручје од Солуна до христопољских кланаца.

## Уређење
У Серској области је у Душаново, Јеленино и Угљешино време сачувано византијско уређење. У употреби је и даље био грчки језик. Деспот издаје повеље и на српском и на грчком језику. Грци су заузимали високе положаје на деспотовом двору. Византинци називају Јелену и Угљешу "деспином и деспотом Србије". О правосуђу у држави деспота Угљеше најбоље сведочи његова повеља из фебруара 1369. године. Ово је веома значајан документ који описује читав ток суђења пред деспотовим "синодом" који се састоји углавном од представника цркве. Деспот лично доноси пресуду, потписује акт о суђењу и издаје га као своју повељу.
Постојао је и суд Серске митрополије који се није много разликовао од суда светогорског протата. Поред митрополита и његовог клира, овај суд окупља и истакнуте световне достојанственике. У питању је мешовити суд, типичан за пограничне грчке градове. Угљеша уводи новину у суд Серске митрополије. Поред постојећих чланова (митрополита, клира и достојанственика), Угљеша уводи и представнике светогорских манастира. Велики удео цркве у судству вероватно је уведен по угледу на Византијско царство под Палеолозима. Значајна је и улога охридског архиепископа у деспотовом савету.
Поред Серске епархије, која је имала централно место, држава деспота Угљеше обухватала је и неколико суседних митрополија и епископија, као што су: Драмска, Зихнијска, Јежевска, Јериска, Кесаропољска, Мелничка, Филипијска и друге.
У Серску државу продрла је и византијска установа васељенских судија. Ова установа је у Византији створена 1329. године, током владавине Андроника III Палеолога. Састојао се од четири члана, два саветодавна и два свештена. Колегијум је вршио надзор над правосуђем читавог Царства. Поред Цариграда, васељенске судије постојале су и у Солуну, Трапезунту, Лемносу, Мореји, а појављују се и у Серу. У Серској држави васељенске судије се први пут помињу у судском акту из 1365. године, последњем који сведочи о владавини царице Јелене. Дакле, институција васељенских судија уведена је између 1360. и 1365. године.
Серска држава је од Византије преузела и улогу сената који, међутим, није имао значајнију улогу. Институција сената уведена је такође између 1360. и 1365. године. Сенат је окупљао световне великодостојнике Серске државе. Ови представници се у званичним документима наводе као "дворани моћног и светог господара пресрећног деспота". Важно место заузимао је и серски кефалија. Функцију кефалије је 1360. године обављао Комнин Евдемонојоан који је по доласку Угљеше на власт вршио функцију васељенског судије. У првим годинама Угљешине владавине место кефалије заузима Радослав Торник, припадник византијско-јерменске породице Торник. Радослава Торника Константин Јиречек изједначује са Радославом Повиком, братом Душановог логотета Ђурђа и Милоша Повића. Торник је последњи серски кефалија који је документован.

### Личности
Неки од познатих личности Серске државе били су: Алексије Асен, Алексије Раул, Георгије Исарис, Димитрије Комнин Евдемонојоан, Дука Коресис, Дука Нестонг, Војихна, Рајчин Судић, Кардамис, Новак Мрасоровић, Никита Педијасим, Орест, Радослав Торник, Теодор Одујевић и др.